# 潮來站

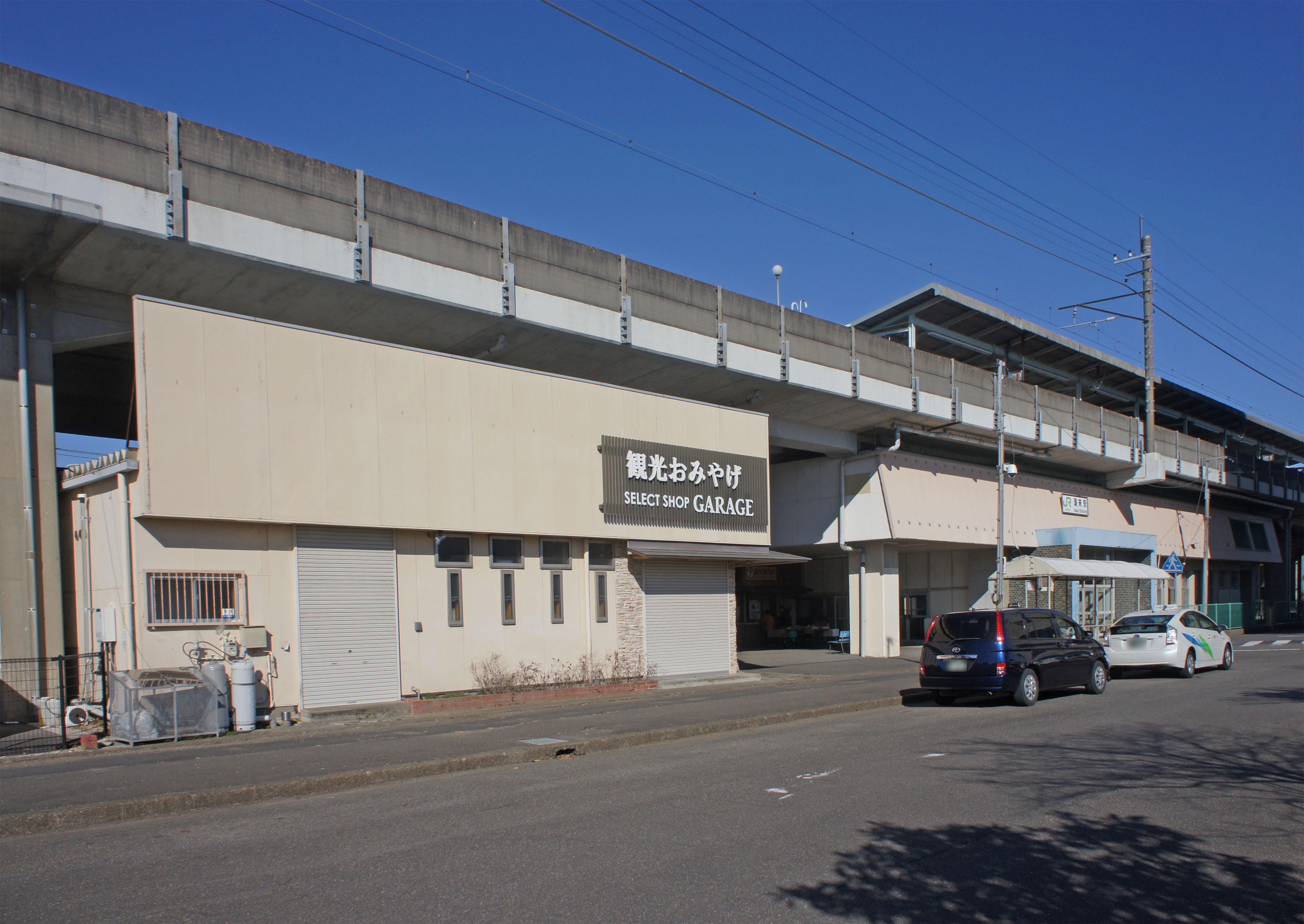
東口(2022年2月)

潮來站（日语：／ Itako eki */?）是位於茨城縣潮來市菖蒲一丁目1番16號，東日本旅客鐵道（JR東日本）的鹿島線車站。

## 歷史
- 1970年（昭和45年）8月20日：日本國有鐵道車站啟用[1]。為旅客車站。
- 1987年（昭和62年）4月1日：伴隨國鐵分割民營化，車站由東日本旅客鐵道（JR東日本）營運[1]。
- 1992年（平成4年）4月1日：綠色窗口開始營業[2]。
- 2009年（平成21年）3月14日：成為東京近郊區間範圍內[3]。
- 2020年（令和2年）
  - 3月14日：此站開始可以使用IC卡「Suica」[4][5]。當日成為整日無人車站[6][7]。
  - 4月1日：成為簡易委託車站[6]。

## 車站構造

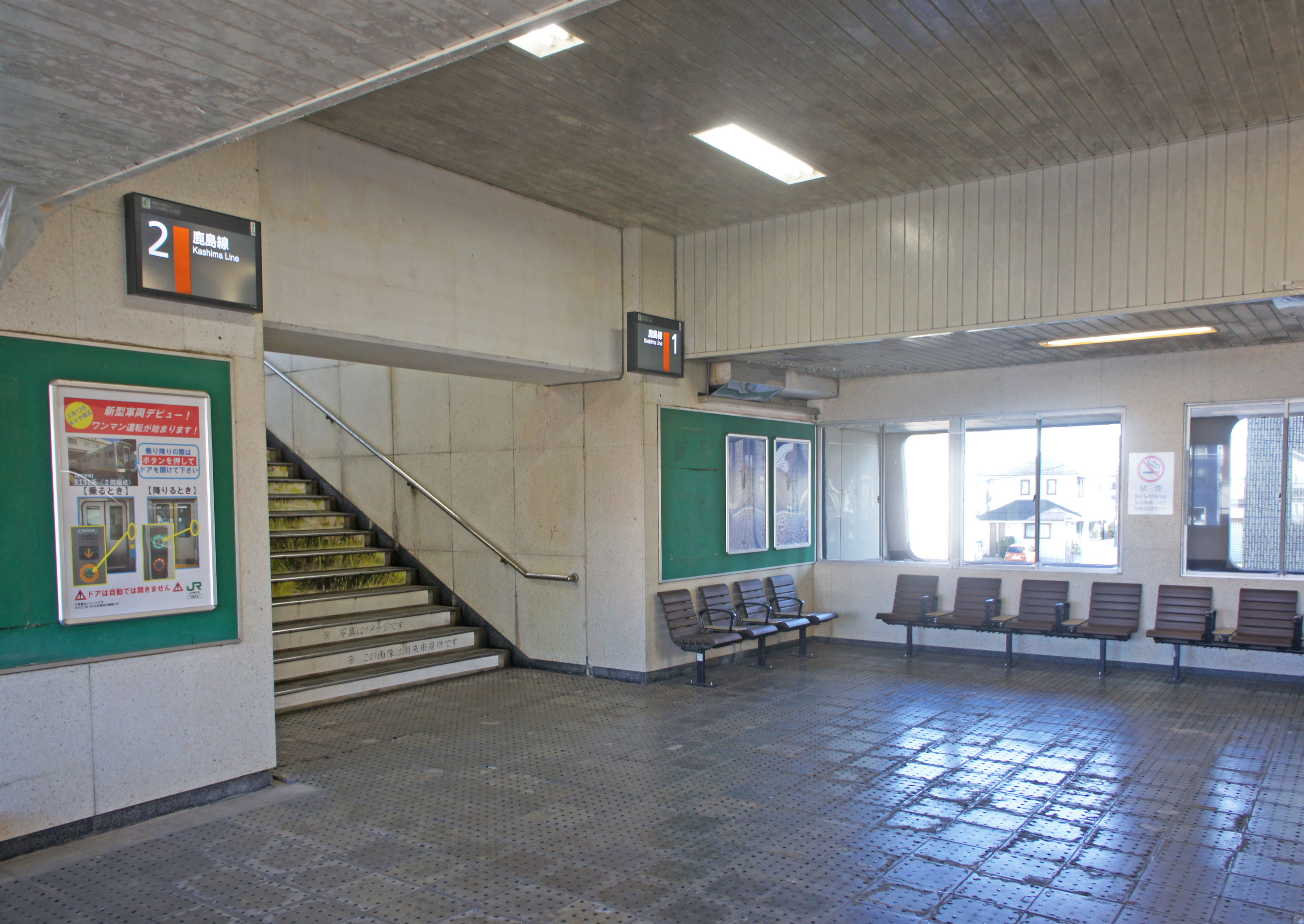
車站大廳（2022年2月）

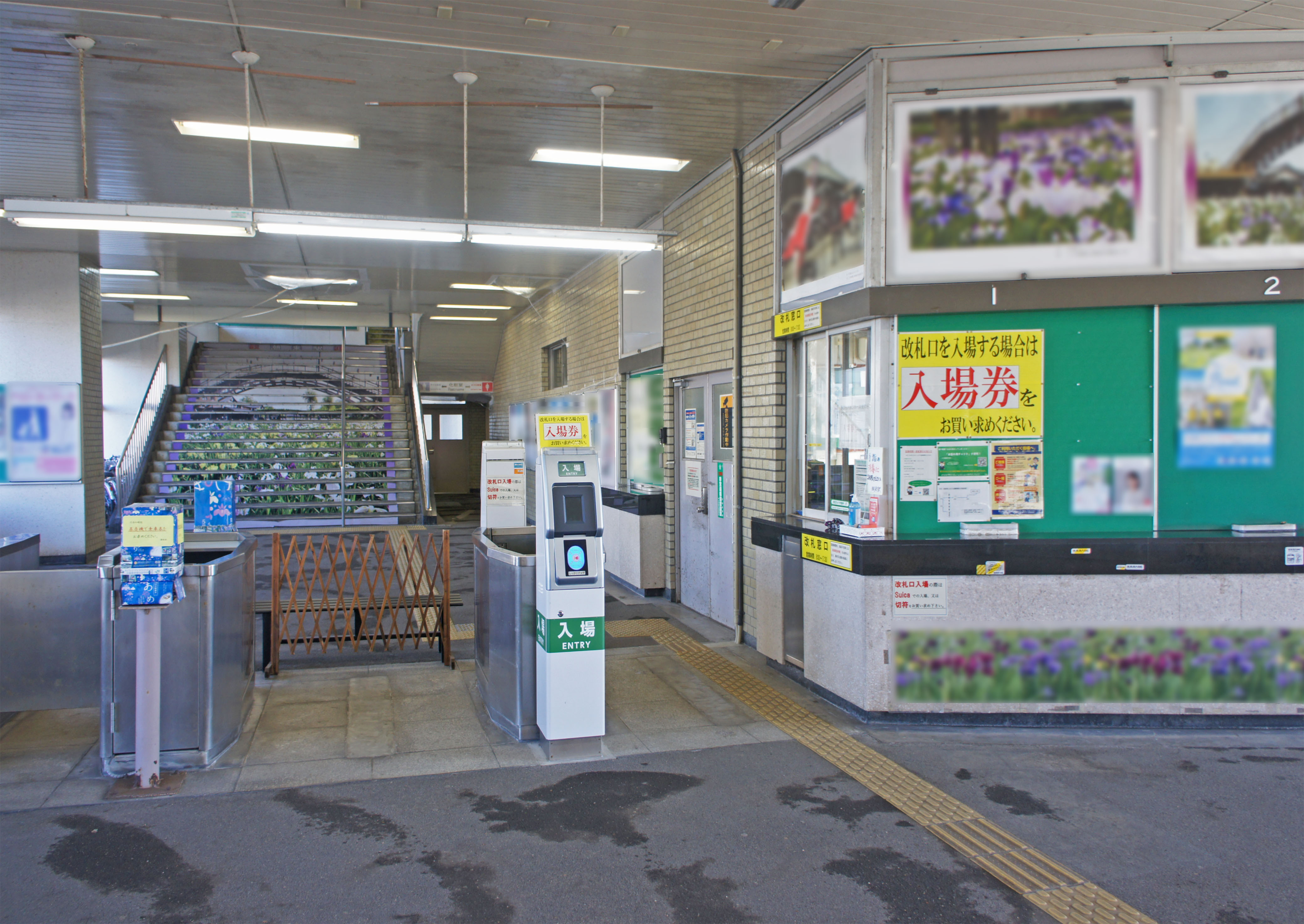
檢票口（2022年2月）

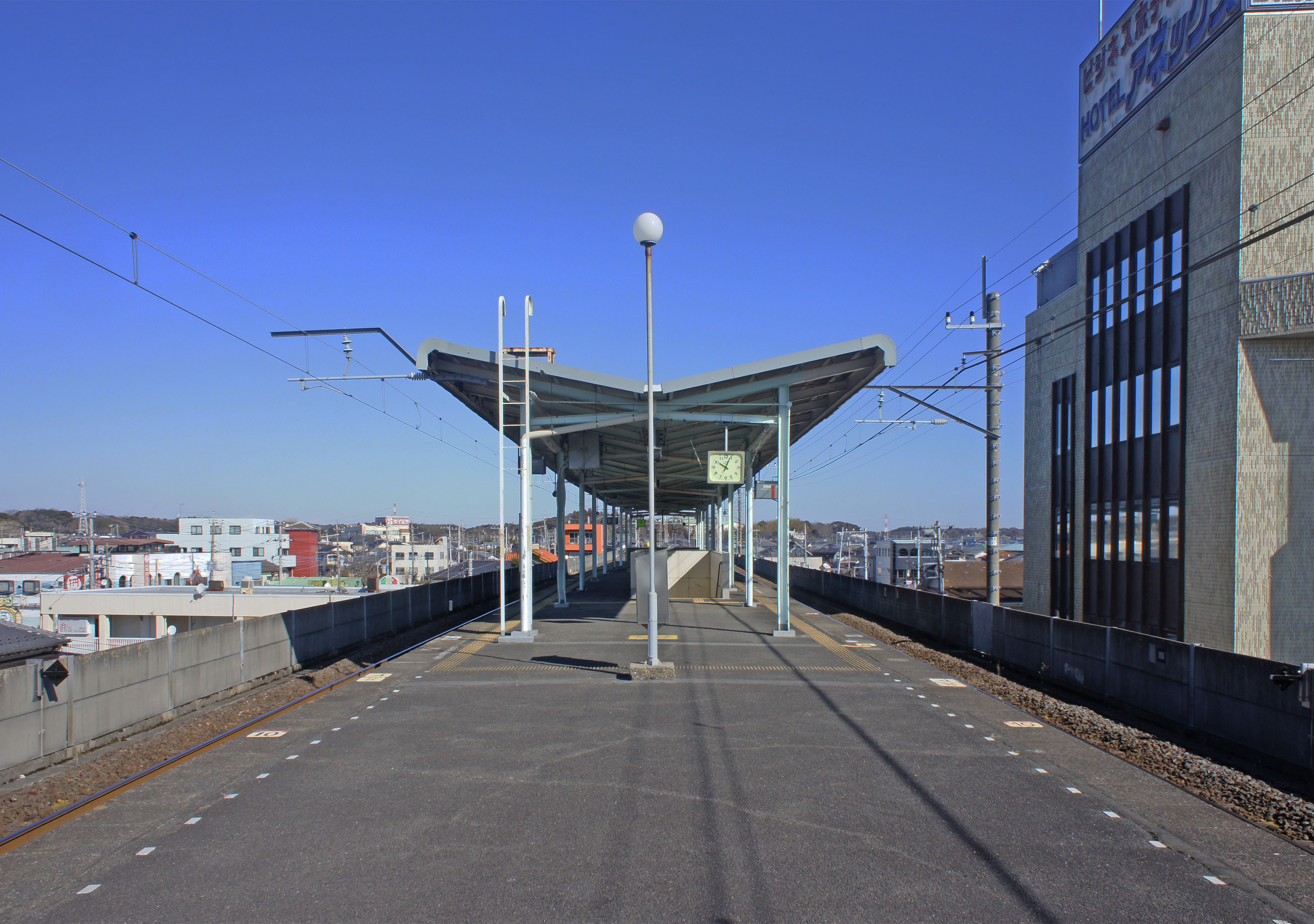
月台（2022年2月）

此站是高架車站，設有1面2線的島式月台。月台沒有提高高度。
此站是由鹿島神宮站管理的簡易委託車站。委托了水鄉潮來觀光協會負責車站大樓管理和售賣車票。大樓設有乘車站證明票發行機和簡易Suica閘機。此站沒有KIOSK，在檢票口處設有觀光資訊處。

### 月台
| 月台 | 路線     | 上下行 | 方向         |
| ---- | -------- | ------ | ------------ |
| 1、2 | ■ 鹿島線 | 下行   | 鹿島神宮方向 |
| 1、2 | ■ 鹿島線 | 上行   | 佐原方向     |

參考
- 1號月台是上下行本線和一線通過（日语：一線スルー）的構造。1、2號月台可從兩方向進行和向兩方向出發。
  - 在不需要列車交會時候，列車會使用1號月台。
  - 當兩列停靠列車進行列車交會時候，上行月台會使用1號月台，下行月台會使用2號月台。
  - 當停靠列車和通過列車進行列車交會時候，通過列車會使用1號月台，停靠列車會使用2號月台。
- 在毎年6月舉行菖蒲祭（日语：前川あやめ園）期間，臨時特急菖蒲號會停靠此站（只陽星期六及假日）[注釋 1]。
- 在緊急時候，此站可讓列車折返之用。
- 月台可容納11卡車廂。

## 使用狀況
根據「JR東日本」資料，在2019年（令和元年）度1日平均乘車人次為320人，以下為乘車人次變化列表。在菖蒲開花時期的6月假日會有許多觀光客前往此站。
| 乘車人次變化       | 乘車人次變化     | 乘車人次變化    |
| 年度               | 1日平均 乘車人次 | 參考資料        |
| ------------------ | ---------------- | --------------- |
| 2000年（平成12年） | 636              | [ 利用客数 2 ]  |
| 2001年（平成13年） | 626              | [ 利用客数 3 ]  |
| 2002年（平成14年） | 589              | [ 利用客数 4 ]  |
| 2003年（平成15年） | 541              | [ 利用客数 5 ]  |
| 2004年（平成16年） | 491              | [ 利用客数 6 ]  |
| 2005年（平成17年） | 456              | [ 利用客数 7 ]  |
| 2006年（平成18年） | 448              | [ 利用客数 8 ]  |
| 2007年（平成19年） | 440              | [ 利用客数 9 ]  |
| 2008年（平成20年） | 405              | [ 利用客数 10 ] |
| 2009年（平成21年） | 405              | [ 利用客数 11 ] |
| 2010年（平成22年） | 384              | [ 利用客数 12 ] |
| 2011年（平成23年） | 325              | [ 利用客数 13 ] |
| 2012年（平成24年） | 352              | [ 利用客数 14 ] |
| 2013年（平成25年） | 393              | [ 利用客数 15 ] |
| 2014年（平成26年） | 387              | [ 利用客数 16 ] |
| 2015年（平成27年） | 361              | [ 利用客数 17 ] |
| 2016年（平成28年） | 349              | [ 利用客数 18 ] |
| 2017年（平成29年） | 333              | [ 利用客数 19 ] |
| 2018年（平成30年） | 328              | [ 利用客数 20 ] |
| 2019年（令和元年） | 320              | [ 利用客数 1 ]  |

## 車站周邊

### 西出口
- 潮來站酒店
- 潮來酒店 （页面存档备份，存于）
- 潮来釣魚工具中心
- 清見屋（日语：セイミヤ）潮來店
- 東日本銀行（日语：東日本銀行）潮來分店
- 潮來郵局（日语：潮来郵便局）
- 行方警署（日语：行方警察署）潮來地區派出所
- 常陸利根川
- 水郷潮來菖蒲園（日语：水郷潮来あやめ園）
- 前川（日语：前川 (潮来市)）

### 東出口
- 商務酒店附樓
- 筑波銀行（日语：筑波銀行）潮來分店
- 國土交通省關東地方整備局（日语：関東地方整備局）霞浦河川事務所
- 潮來市政廳

## 巴士路線
所有巴士路線均在東出口出發。除了由池田交通運行的巴士外，其他巴士均可使用Suica、PASMO等交通系IC卡。
| 系統                                | 主要途經                                                            | 目的地                                      | 巴士公司          |
| ----------------------------------- | ------------------------------------------------------------------- | ------------------------------------------- | ----------------- |
| 麻生號                              | 佐原站                                                              | 東京站                                      | 關鐵紫色巴士      |
| 麻生號                              | 麻生廳舍、新鉾田站                                                  | 鉾田站                                      | 關鐵紫色巴士      |
| 廣域連攜路線巴士『鹿行北浦線』      | 潮來市政廳入口、延方站 行方農民村 （页面存档备份，存于）、麻生廳舍  | 麻生溫泉「白帆之湯」 （页面存档备份，存于） | 關鐵紫色巴士      |
| 廣域連攜路線巴士『鹿行北浦線』      | 水鄉潮來巴士總站                                                    | 道之驛潮來                                  | 關鐵紫色巴士      |
| 鹿行廣域巴士 『神宮、菖蒲、白帆線』 | 水鄉潮來巴士總站、道之驛潮來 延方站、鹿島神宮站、小山紀念醫院       | Cheerio·AEON                                | 關東鐵道 池田交通 |
| 鹿行廣域巴士 『神宮、菖蒲、白帆線』 | 潮來市立圖書館前 購物廣場La・La・Lu （页面存档备份，存于） 麻生富田 | 麻生廳舍                                    | 關東鐵道 池田交通 |

## 相鄰車站
東日本旅客鐵道（JR東日本）
■鹿島線
十二橋－潮來－延方

## 注腳

### 使用狀況
1. 1 2  . 東日本旅客鐵道.   [2020-07-15]. （原始内容存档于2020-07-14） （日语）.
2. ↑  . 東日本旅客鐵道.   [2019-05-27]. （原始内容存档于2019-04-02） （日语）.
3. ↑  . 東日本旅客鐵道.   [2019-05-27]. （原始内容存档于2019-02-22） （日语）.
4. ↑  . 東日本旅客鐵道.   [2019-05-27]. （原始内容存档于2019-04-02） （日语）.
5. ↑  . 東日本旅客鐵道.   [2019-05-27]. （原始内容存档于2019-03-27） （日语）.
6. ↑  . 東日本旅客鐵道.   [2019-05-27]. （原始内容存档于2019-02-23） （日语）.
7. ↑  . 東日本旅客鐵道.   [2019-05-27]. （原始内容存档于2019-04-02） （日语）.
8. ↑  . 東日本旅客鐵道.   [2019-05-27]. （原始内容存档于2019-04-02） （日语）.
9. ↑  . 東日本旅客鐵道.   [2019-05-27]. （原始内容存档于2019-04-02） （日语）.
10. ↑  . 東日本旅客鐵道.   [2019-05-27]. （原始内容存档于2019-02-22） （日语）.
11. ↑  . 東日本旅客鐵道.   [2019-05-27]. （原始内容存档于2020-11-08） （日语）.
12. ↑  . 東日本旅客鐵道.   [2019-05-27]. （原始内容存档于2020-11-07） （日语）.
13. ↑  . 東日本旅客鐵道.   [2019-05-27]. （原始内容存档于2020-11-08） （日语）.
14. ↑  . 東日本旅客鐵道.   [2019-05-27]. （原始内容存档于2020-05-08） （日语）.
15. ↑  . 東日本旅客鐵道.   [2019-05-27]. （原始内容存档于2020-10-07） （日语）.
16. ↑  . 東日本旅客鐵道.   [2019-05-27]. （原始内容存档于2020-10-08） （日语）.
17. ↑  . 東日本旅客鐵道.   [2019-05-27]. （原始内容存档于2021-08-19） （日语）.
18. ↑  . 東日本旅客鐵道.   [2019-05-27]. （原始内容存档于2021-08-19） （日语）.
19. ↑  . 東日本旅客鐵道.   [2019-05-27]. （原始内容存档于2021-08-28） （日语）.
20. ↑  . 東日本旅客鐵道.   [2019-07-21]. （原始内容存档于2019-07-05） （日语）.

## 外部連結
- 車站資訊（潮來）：東日本旅客鐵道（日語）